# Grinberg-Dwek-Iglesias
Grinberg-Dwek-Iglesias es un estudio argentino de arquitectura. Está dirigido por Jaime Grinberg (1954), Adriana Dwek (1957) y Julio Iglesias (1960), y ha realizado obras de importancia en Buenos Aires, como el Museo del Holocausto, el Polo Educativo Saavedra y el proyecto para el Corredor Verde del Oeste (no realizado).
Formado en el año 1987 por los tres socios originales junto con Gustavo Sartorio (entre 1990 y 2000), recibieron el 
Premio Bienal a la Joven Generación (1993), el Premio Konex (2002) y el Segundo Premio Pabellón de Frankfurt (2009), entre otros galardones.
La producción del estudio se reparte entre una serie de edificios de departamentos en la zona norte de Buenos Aires, dos casas en Villa La Angostura, varias oficinas para Movicom y dos casas de veraneo en el Uruguay. Sin embargo, se destacan los proyectos de mayor escala, como el Club Atlético Sefaradí Argentino (2008) realizado junto a Najmias Oficina de Arquitectura como estudio asociado, la remodelación de los interiores de la casa central de la AFIP en Plaza de Mayo (2006), el Polo Educativo Saavedra (en construcción), y especialmente el Museo del Holocausto, ocupando una vieja sub-usina de la CIAE en el barrio de Recoleta. En 2012, asociados con el estudio Del Puerto-Sardín, diseñaron dos edificios en la capital de Mongolia.
En el campo de las remodelaciones, también trabajaron en un restaurante en La Rural y la Sinagoga Mishkan en el barrio porteño de Belgrano.